# Helicopsyche ulugurensis
Helicopsyche ulugurensis är en nattsländeart som beskrevs av Kjell Arne Johanson 1993. Helicopsyche ulugurensis ingår i släktet Helicopsyche och familjen Helicopsychidae. Inga underarter finns listade i Catalogue of Life.